# جايسون هولاند
جايسون هولاند (بالألمانية: Jason Holland)‏ هو لاعب هوكي الجليد ألماني وكندي، ولد في 30 أبريل 1976 في Morinville ‏ في كندا.

## وصلات خارجية
- جايسون هولاند على موقع دوري الهوكي الوطني (الإنجليزية)
- جايسون هولاند على موقع EliteProspects.com (الإنجليزية)
- جايسون هولاند على موقع Eurohockey.com (الإنجليزية)
- جايسون هولاند على موقع HockeyDB.com (الإنجليزية)
- جايسون هولاند على موقع Hockey-Reference.com (الإنجليزية)